# Giovanni Felice Sances
Giovanni Felice Sances (zmiňován také jako Sanci, Sancies, Sanes, Sanchez; 1600, Řím – 24. listopadu 1679, Vídeň) byl italský zpěvák a hudební skladatel.

## Život
O jeho mládí se ví relativně málo. Vyrůstal pravděpodobně v Římě. V letech 1609–1614 studoval na papežském Collegio Germanico. Jako zpěvák se objevil v roce 1614 v opeře Amor pudico sponsorované kardinálem Montaltem. Jeho kariéra pokračovala v Bologni a v Benátkách. Jako skladatel se uvedl operou Ermiona, která měla premiéru v Padově v roce 1636. Při jejím provedení účinkoval i jako zpěvák.
V roce 1636 odešel do Vídně a stal se tenoristou v císařské dvorní kapele císaře Ferdinanda II. Ve Vídni se v roce 1642 oženil. Za vlády Ferdinanda III byl v roce 1649 jmenován zástupcem kapelníka. Kapelníkem byl tehdy Antonio Bertali. Společně inscenovali pravidelná představení italské opery ve Vídni. Kromě toho komponoval velké množství chrámové i světské hudby. Prvním kapelníkem císařské dvorní kapely se stal po smrti Bertaliho v roce 1669. Ze zdravotních důvodů však již v roce 1673 z této funkce odstoupil. Nahradil ho Johann Heinrich Schmelzer, se kterým již dříve spolupracoval.
Zemřel ve Vídni v roce 1679. Ve své době patřil k nejznámějším evropským skladatelům. Po létech zapomnění zájem o jeho dílo v posledních letech roste a jeho skladby jsou stále častěji uváděny v novodobých premiérách.

## Dílo

### Opery
- L'Ermiona (Pio Enea degli Obizzi) (1636, Padova), hudba ztracena
- L'Ermiona del s.r marchese Pio Enea Obizzi per introduzione d'un torneo a piedi e a cavallo e d'un Balletto rappresentato in musica nella citta di Padova l'anno 1636, Commento di Nicolo Enea Bartolini all'Ermiona di Pio Enea Obizzi. Il commento e inframezzato al testo per musica (1638, Padova)
- I trionfi d'Amore (1649, Bratislava, komponováno ke sňatku Ferdinanda III. s Marií Leopoldinou Tyrolskou, hudba ztracena)
- Mercurio esploratore, prolog a tři mezihry k tragické opeře Marienne G. A. Cicogniniho (20. nebo 21. února 1662)
- La Roselmina fatta canora (libreto A. Amalteo, 21. února 1662, hudba ztracena)
- Apollo deluso (libreto Antonio Draghi, 28. března 1671, Vídeň, k narozeninám císaře Leopolda I.; druhé dějství zkomponoval císař)
- Serenata (libreto Nicolò Minato) (20. července 1669, Vídeň, Burgplatz; společně s Johannem Heinrichem Schmelzerem)
- Aristomene Messenio (libreto Nicolò Minato, 22. prosince 1670, Vídeň, komponováno k narozeninám královny Marie Anny, baletní hudba Schmelzer, některé části 2. dějství císař Leopold I.)

### Chrámové skladby
- Missa Sanctae Maria Magdalenae
- Stabat Mater
- Lagrimosa beltà
- Missa Solicita
- O Domine Jesu
- O Deus Meus
- Litany della BVM cum Sub tuum praesidium
- O Maria Dei genetrix
- Caro Mea
- Improperium expectavit cor meum
- Vulnerasti cor meum
- Domine quid multiplicati sunt
- Plagae tuae Domine
- Iste confessor
- Lachrime di San Pietro (oratorium, 1666)

### Vokální skladby
- Mi fai peccato (pro dva hlasy a basso continuo)
- Si fera s'uccida, (pro dva hlasy, smyčce a basso continuo)
- Misera, hor si ch'il pianto
- Chi sa amare e tracer mercede aspetti (canzonetta pro dva hlasy)
- Presso l'onde tranquille (pro zpěv a basso continuo)
- Traditorella che credi (pro zpěv a basso continuo)
- Perché Vechia gli dissi (pro zpěv a basso continuo)
- Che sperasti ò mio cor (pro zpěv a basso continuo)
- Lagrimosa beltà (ciaccona) (kantáta pro dva hlasy)
- Non sia chi mi riprende (kantáta pro dva hlasy, 1636)
- Motetti a una, due, tre, e quattro voci (1638)
- Dialogo a due. Pastor e Ninfa (1649)